# Leptolalax heteropus
Leptolalax heteropus es una especie  de anfibios de la familia Megophryidae.

## Distribución geográfica
Se encuentra en Malasia y Tailandia.

## Estado de conservación
Se encuentra amenazada de extinción por la pérdida de su hábitat natural.